# 全日本学生軟式野球連盟
全日本学生軟式野球連盟（ぜんにほんがくせいなんしきやきゅうれんめい）は、日本における大学軟式野球の統轄組織の一つで全国各地区の大学軟式野球連盟が加盟している。現在は関東以西の加盟連盟が中心になっている。なお、全日本大学軟式野球連盟は同じ軟式野球であるが別組織である。

## 略史・概要
大学生が行なう軟式野球の全国組織の連盟の一つ。全日本大学軟式野球連盟とは別組織である。
「全日本学生軟式野球連盟」の名称の団体は、時系列的には相互に関連ある2代に渡る異なった内容の団体が存在している。
1. 1987年～1992年3月：「全日本大学L号軟式野球連盟」を引き継いだA号球軟式野球チームによる連盟（初代）
2. 1993年以降：A号球軟式チームによる旧全日本学生軟式野球連盟（初代）とH号球軟式チーム（準硬式チーム）による全日本大学軟式野球連盟（初代）が統合されて新しく結成された全日本大学軟式野球連盟（2代目）から脱退した新しい全日本学生軟式野球連盟（2代目）

以下では1993年以降から現在に至る全日本学生軟式野球連盟（2代目）を中心に解説する。
そもそも、誕生のきっかけは、元々は現在の全日本大学軟式野球連盟と一緒の連盟を構成していたが、複雑な諸事情での分裂・独立という経緯（1993年）で誕生したといわれている。誕生・独立後はしばらく連盟脱退や全日本大学軟式野球連盟の再加盟など（1993年～1994年辺り）経て現在に至る。
詳細については、記事の重複する「全日本大学軟式野球連盟」を参照の事。
なお、全日本学生軟式野球連盟は、選手権大会の大会歴に関して、全日本大学軟式野球連盟と共に、連盟の分裂前からのものを継承している。
加盟各連盟により状況が多少異なるが、チーム数や競技人口の減少の影響により、従来の加盟条件であった軟式野球部に限らず軟式野球サークル・同好会、さらには専門学校チームなどにも門戸開放する傾向が強まっている。
※ボールの名称の変遷については、軟式野球のボールの種類を参照の事。

## 沿革
分裂以前（1992年まで）の詳細については、「全日本大学軟式野球連盟」を参照の事。ここに記載しているのは分裂後（1993年から）である。
1993年 3月31日 「全日本大学軟式野球連盟・軟式の部（当時の大学軟式連盟は軟式の部と準硬式の部に分かれていた）」に加盟していた北海道地区大学軟式野球連盟、東北地区学生軟式野球連盟、東京六大学学生軟式野球連盟、東都学生軟式野球連盟、首都学生軟式野球連盟、中部日本学生軟式野球連盟、広島六大学学生軟式野球連盟、西日本学生軟式野球連盟、九州学生軟式野球連盟の連盟（当時の軟式の部の連盟は15連盟であり、その中の9連盟である）が複雑な諸事情により大学軟式連盟から独立宣言を行い、新たに「全日本学生軟式野球連盟」が誕生した。このきっかけにより大学軟式連盟から分離・独立をすることになった。
その後、連盟のチームの脱退や大学軟式連盟の加盟に流れることがしばらく続いた。首都学生軟式野球連盟の一部加盟校が大学軟式連盟残留をしたため、残留加盟校は首都大学軟式野球連盟を結成し、分裂をした。また、東北地区学生軟式野球連盟が連盟脱退をし、大学軟式連盟に加盟をした。大会については名称変更を行い、分裂前の大学軟式連盟時代から継承して開催している。
同年12月 東京六大学学生軟式野球連盟が連盟脱退をし、大学軟式連盟に加盟をした。
1994年　東都学生軟式野球連盟の一部加盟校が脱退を行い、脱退組による新たに東都大学軟式野球連盟を結成をし、大学軟式連盟に加盟した。また、北海道地区大学軟式野球連盟が連盟脱退を行い、大学軟式連盟に加盟をした。この年で連盟・チームの脱退・大学軟式連盟の加盟などが落ち着き、現在の近い姿へとなった。
1994年以降は岐阜県学生軟式野球連盟が加盟する。
2006年　奈良県学生軟式野球連盟が加盟をする。その後、奈良県学生軟式野球連盟が「関西学生軟式野球連盟」に名称変更。

## 運営大会
- 毎年春季リーグ終了後に、各リーグの上位チームによる「全日本学生軟式野球選手権大会」（他競技のインカレに相当）を主催。8月中旬に実施。
- 毎年秋季リーグ終了後に、東日本地域（対象は後述各連盟・加盟校一覧の東都・首都・中部日本・岐阜県）の各リーグ上位2チームに招待校2校を加えた「東日本学生軟式野球選抜大会」を主催。11月中旬～下旬に実施。
- 毎年秋季リーグ終了後に、西日本地域（対象は後述各連盟・加盟校一覧の関西・広島六・西日本・九州）の各リーグ上位2チームによる「西日本学生軟式野球選抜大会」を主催。11月中旬～下旬に実施。

## 各連盟・加盟校一覧
加盟については全日本学生軟式野球連盟が加盟状態を管理しているのは、それぞれの各連盟で、各大学の軟式野球部は直接に全日本学生軟式野球連盟に所属しているわけではなく、その所属や加盟校の管理・運営は各連盟に帰属している。（詳細は当該記事の公式サイトを参照の事。）
全日本学生軟式野球連盟の公式サイト（令和5年度現在）によると８連盟72校が参加している。
無印は軟式野球部。*印はサークル・愛好会・同好会など。
一部の加盟校で公式サイトと各連盟サイトの加盟校欄と各学校の部活紹介がことなり、あいまいな点があるため加盟しているのか不明である。そのため、不明の加盟校（学校）に関しては不明と記述する。
- 東都学生軟式野球連盟　（13校）
加盟校：亜細亜大学、神奈川大学、國學院大學、埼玉学園大学、埼玉工業大学、専修大学*、拓殖大学、中央大学、東洋大学、東洋大学川越キャンパス、文教大学、武蔵野大学、明治学院大学
- 首都学生軟式野球連盟　（6校）
加盟校：日本大学生物資源科学部、芝浦工業大学、成蹊大学、青山学院大学理工学部、東京工科大学、慶應義塾大学理工学部
不明：横浜商科大学
- 中部日本学生軟式野球連盟　（11校）
加盟校：愛知大学豊橋学舎、愛知大学名古屋校舎、愛知学院大学、名古屋商科大学、愛知東邦大学、鈴鹿医療科学大学、藤田保健衛生大学、名古屋外国語大学、三重大学、名城大学、至学館大学
- 岐阜県学生軟式野球連盟　（5校）
加盟校：岐阜医療科学大学、中日本航空専門学校、中部学院大学、東海学院大学、朝日大学
- 関西学生軟式野球連盟（6校）
加盟校：畿央大学、奈良県立大学、芦屋大学、宝塚医療大学、大和大学、大阪河崎リハビリテーション大学
- 広島六大学学生軟式野球連盟　（10校：グループリーグ制）
加盟校：広島大学、県立広島大学庄原キャンパス、県立広島大学広島キャンパス、県立広島大学三原キャンパス、広島工業大学、広島経済大学、広島修道大学、広島国際学院大学、広島国際大学、尾道市立大学
- 西日本地区学生軟式野球連盟　（12校）
加盟校：岡山大学、岡山商科大学、岡山理科大学、東亜大学、川崎医療福祉大学、下関市立大学、福山大学、鳥取大学、松山大学、山口大学、山口短期大学　周南公立大学
　不明：倉敷芸術科学大学、長崎県立大学シーボルト校、熊本大学、長崎大学
- 九州学生軟式野球連盟　（9校）
加盟校：福岡国際大学、九州工業大学、中村学園大学、九州大学、北九州市立大学、九州産業大学、九州国際大学、西南学院大学*、西日本工業大学
　不明：九州情報大学、国際医療福祉大学、西九州大学

## 参考
全日本大学軟式野球連盟#沿革
全日本学生軟式野球連盟公式サイト各加盟校一覧